# Lillianes
Lillianes (pron. fr. AFI: [liljan]  Lilian-e in patois valdostano standard, Yian-e nell'uso locale, Elljini in töitschu) è un comune italiano di 419 abitanti della Valle d'Aosta sudorientale situato nella valle del Lys (o valle di Gressoney).

## Geografia fisica

### Territorio
- Classificazione sismica: zona 4 (sismicità molto bassa)[7]

## Origini del nome
Il toponimo latino è Liliana (anticamente: Insula Hæliana).

## Storia
Durante l'epoca fascista, il comune incluse quello di Fontainemore e il nome fu italianizzato in Lilliana, dal 1939 al 1946.

### Simboli
Lo stemma comunale e il gonfalone sono stati concessi con decreto del presidente della Repubblica dell'11 dicembre 1997.
Il campo rosso e le fasce sono ripresi dallo stemma dei conti di Vallaise, signori del luogo (fasciato di rosso e d'argento, la fascia d'argento in capo caricata di una crocetta patente accostata da due stelle, il tutto di rosso). I gigli (in latino lilia, in francese lis) richiamano il nome del torrente Lys e sono in numero di quattro a rappresentare l'antica divisione amministrativa del territorio. Il ponte a tre archi in muratura è il monumento più caratteristico del paese. Gli smalti azzurro, oro e argento richiamano quelli del blasone di Jacques-Joseph , nativo del paese, che fu vescovo di Aosta dal 1867 al 1872 (d'azzurro, alla porta di città fiancheggiata da due torri d'argento, mattonata di nero e sormontata da un sole d'oro).
Il gonfalone è un drappo partito di bianco e di rosso.

## Monumenti e luoghi d'interesse
- Coppelle a forma di Pleiadi in località Plan des sorcières (in italiano, Piano delle streghe - 1800 m s.l.m.), sito archeo-astronomico
- Chiesa parrocchiale di San Rocco, del XVII secolo con campanile del XV secolo
- Ponte di pietra del 1733
- Bec Fourà (1830 m s.l.m.)
- Anche a Lillianes sorgeva una casaforte della famiglia Vallaise, consegnata durante le udienze del 1351.[13]

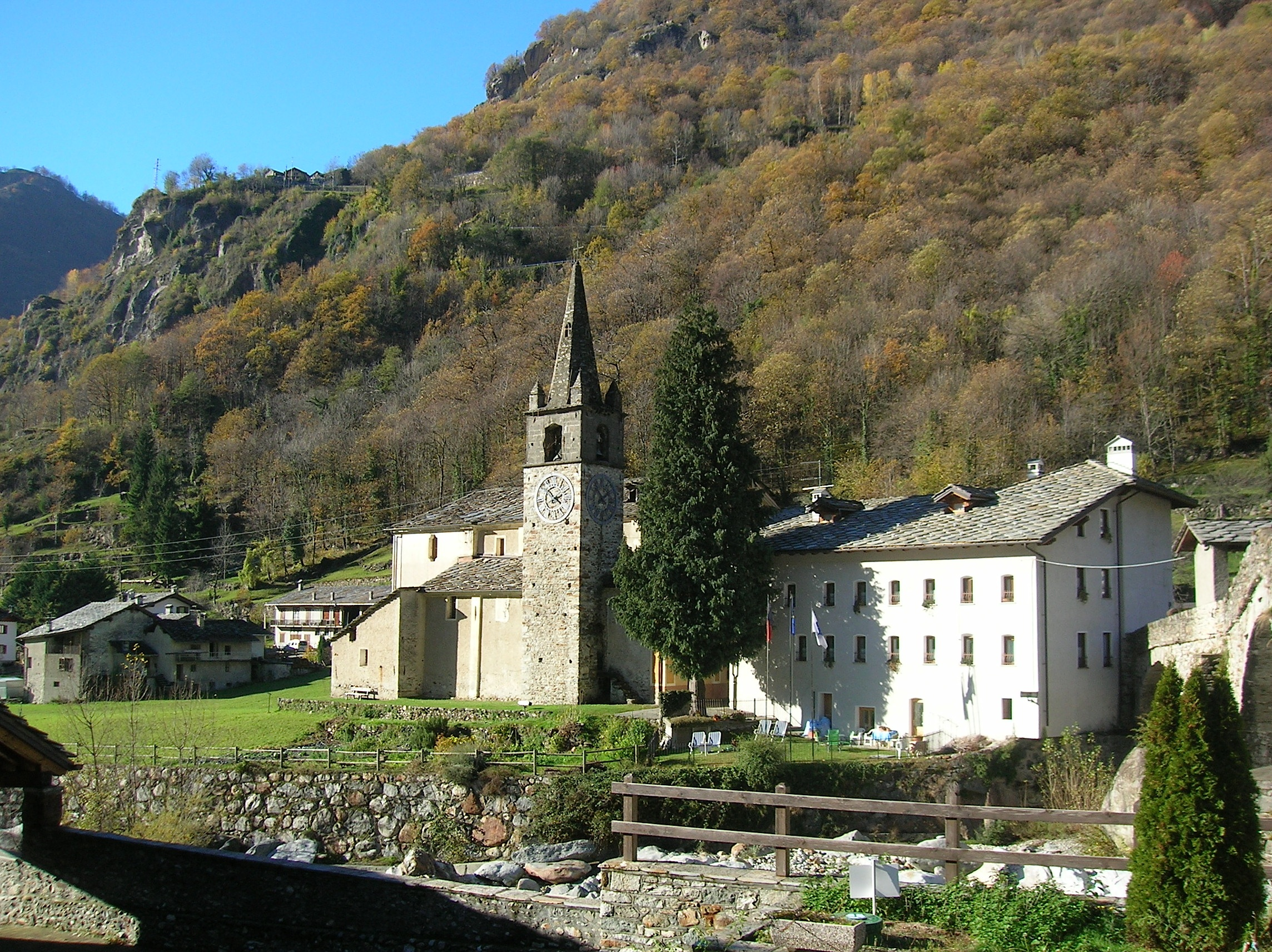
La chiesa parrocchiale di San Rocco
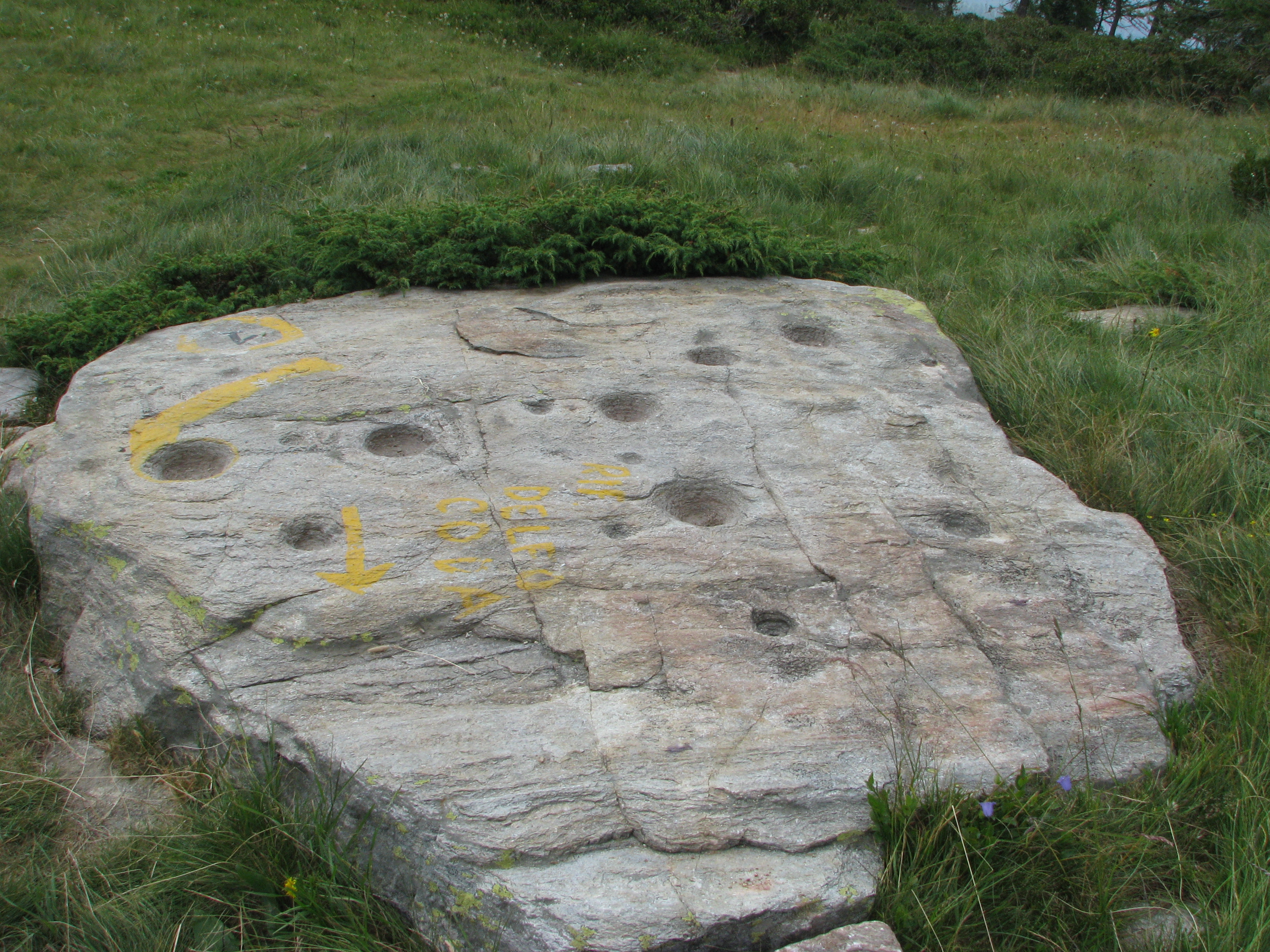
Una pietra con coppelle
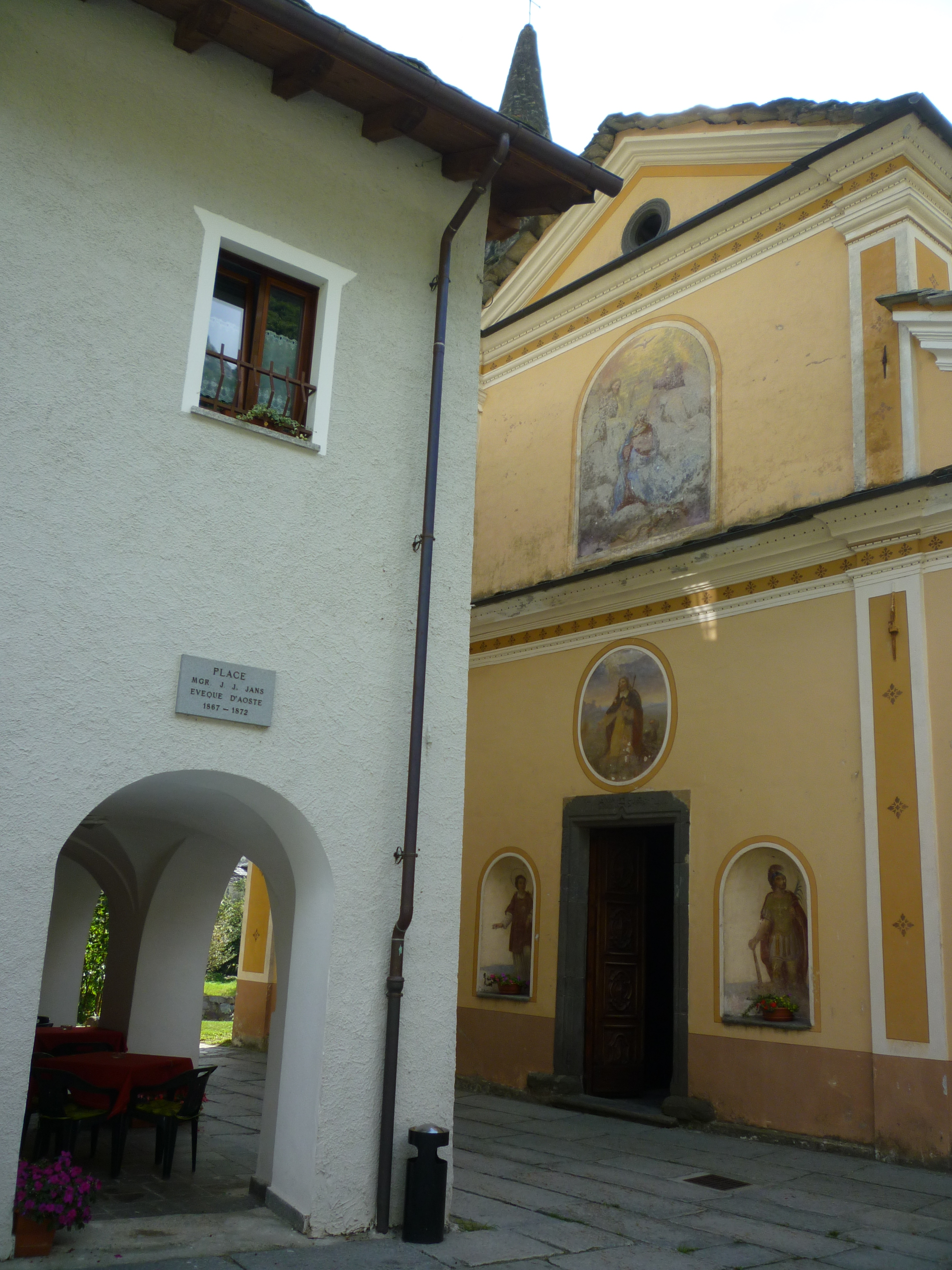
Piazza Jacques-Joseph Jans, vescovo di Aosta (1867-1871)
Il ponte di pietra

## Società

### Evoluzione demografica
Abitanti censiti

### Lingue e dialetti
Come nel resto della regione, anche in questo comune è diffuso il patois valdostano. In virtù della vicinanza geografica e dei rapporti storici con il Canavese, la popolazione locale parla anche il piemontese.

## Cultura

### Musei
Il Museo della castagna di Lillianes ha sede nei locali della cooperativa "Il Riccio" e testimonia le varie fasi tradizionali della lavorazione delle castagne, in passato principale alimento della bassa valle del Lys. Nel mese di ottobre è possibile prenotare una visita didattica alla scoperta della moderna lavorazione delle castagne.

## Amministrazione

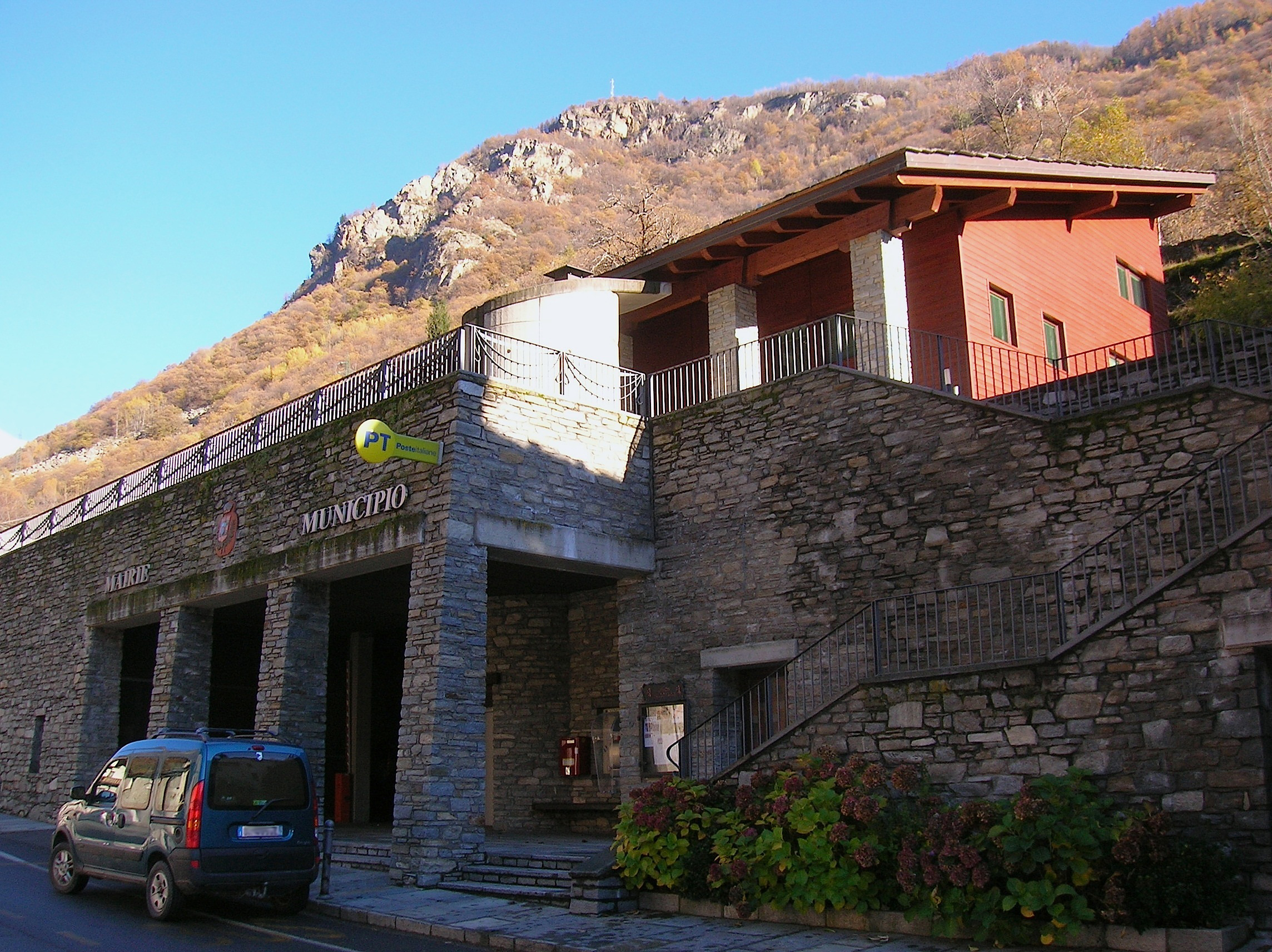
Il municipio

Fa parte dell'Unité des Communes valdôtaines Mont-Rose e della Communauté des 4 communes.
Di seguito è presentata una tabella relativa alle amministrazioni che si sono succedute in questo comune.
| Periodo        | Periodo        | Primo cittadino    | Partito      | Carica  | Note   |
| -------------- | -------------- | ------------------ | ------------ | ------- | ------ |
| 7 giugno 1985  | 17 maggio 1990 | Guido Jans         | -            | Sindaco | [ 17 ] |
| 17 maggio 1990 | 25 agosto 1993 | Guido Jans         | -            | Sindaco | [ 17 ] |
| 25 agosto 1993 | 29 maggio 1995 | Ennio Billet       | -            | Sindaco | [ 17 ] |
| 29 maggio 1995 | 10 luglio 1997 | Ennio Billet       | -            | Sindaco | [ 17 ] |
| 10 luglio 1997 | 8 maggio 2000  | Renato Vallomy     | -            | Sindaco | [ 17 ] |
| 8 maggio 2000  | 9 maggio 2005  | Domenico Jans      | lista civica | Sindaco | [ 17 ] |
| 9 maggio 2005  | 24 maggio 2010 | Domenico Jans      | lista civica | Sindaco | [ 17 ] |
| 24 maggio 2010 | 11 maggio 2015 | Daniele De Giorgis | lista civica | Sindaco | [ 17 ] |
| 26 maggio 2015 | in carica      | Daniele De Giorgis |              | Sindaco | [ 17 ] |

## Sport
A Lillianes, come a Chambave, si pratica il tradizionale gioco della rouotta. La gara viene effettuata il 26 dicembre di ogni anno.